# Francesco Pentini
Francesco Pentini (né le 11 décembre 1797 à Rome, alors capitale des États pontificaux et mort le 17 décembre 1869 dans la même ville) est un cardinal italien du XIXe siècle. Il est le fils du représentant de l'impératrice Catherine II de Russie à Rome.

## Biographie
Francesco Pentini est lieutenant du garde du roi Charles XIII de Suède et entre dans la carrière ecclésiastique en 1814.
Il exerce diverses fonctions au sein de la Curie romaine, notamment au Tribunal suprême de la Signature apostolique et comme président de la Chambre apostolique, président des archives et président des eaux et des routes. Il est ministre de l'Intérieur en 1848 et président de la commission pour la révision en 1850. Il renonce et se retire en vie privée.
Le pape Pie IX le crée cardinal lors du consistoire du 16 mars 1863.

### Sources
- Fiche du cardinal Francesco Pentini sur le site fiu.edu